# Oedipina nimaso
Oedipina nimaso is een salamander uit de familie longloze salamanders (Plethodontidae). De soort werd voor het eerst wetenschappelijk beschreven door Eduardo Boza-Oviedo, Sean Michael Rovito, Gerardo Chaves, Adrián García-Rodríguez, Luis Guillermo Artavia, Federico Bolaños en David Burton Wake in 2012.
Oedipina nimaso bereikt een lichaamslengte tot 31 millimeter.

## Verspreiding en habitat
De soort komt voor in delen van Midden-Amerika en leeft endemisch in Costa Rica. Oedipina nimaso werd in 2008 voor het eerst waargenomen tijdens een expeditie in de Cordillera de Talamanca in het Internationaal park La Amistad. Het eerste exemplaar werd bij de Cerro Nimaso gezien op 1100 meter hoogte. In 2012 werd de wetenschappelijke beschrijving gepubliceerd, samen met die van vier andere salamandersoorten die dezelfde expeditie waren ontdekt.